# 1954 في باكستان
فيما يلي قوائم الأحداث التي وقعت خلال عام 1954 في باكستان.

## سياسة

### انتهاء فترة المنصب
- 24 أكتوبر – محمد علي بوغرا وزير الدفاع [الإنجليزية]‏.

## كتب
من الكتب التي صدرت هذه السنة في باكستان:
- 1 أغسطس – الطريق إلى مكة من تأليف محمد أسد.

## مواليد

### مايو
- 12 مايو – مظفر إقبال

### سبتمبر
- 18 سبتمبر – مرتضى بوتو سياسي باكستاني.